# 鈴木謙一
鈴木 謙一（すずき けんいち、1971年11月3日 - ）は、日本の脚本家、映画監督。神奈川県川崎市出身。

## 来歴
2004年、中村、鈴木と構成作家の細川徹の3名で映像コントユニット「小鳩の会」を結成。その後も断続的に中村作品に携わり、『仄暗い水の底から』、『ラストシーン』、『アヒルと鴨のコインロッカー』など数多くの作品で中村と共同脚本を行った。また、中村が監督した『@ベイビーメール』、『ゴールデンスランバー』などでも鈴木が脚本を手掛けている。
東京ヤクルトスワローズファン。

## 撮影作品
- HOBOS Winds will blow soon (1997)
- ローカルニュース (1999)
- 世紀末の呪い　増殖 (2000)

## 演出・構成作品
- ほんとにあった! 呪いのビデオ (1999 - 2001)

## 脚本作品
- 新人アナ　秘密のスタジオ（2001）
- 仄暗い水の底から（2001）[4]
- ラストシーン（2001）[4]
- 恋に唄えば♪（2002）[4]
- @ベイビーメール（2005）
- あそこの席（2005）
- この胸いっぱいの愛を（2005）
- A DAY IN THE LIFE（2006）
- アヒルと鴨のコインロッカー（2007）[4]
- 極楽町一丁目 - 嫁姑地獄篇（2008）
- 悪夢のエレベーター（2009）
- ゴールデンスランバー（2010）[5]
- ゴールデンスランバー ビハインドストーリー 首相暗殺事件、その視聴者（2010）[4]
- ボックス!（2010）
- 裁判長! トイレ行ってきていいすか（2010）[6]
- ざんねんなこ、のんちゃん。（2011）
- 打撃女医サオリ　一発殴（や）らせて（2011）
- 本当は聞きたくない！山の怖い話　その一・その二（2011）
- 目を閉じてギラギラ（2011）
- グッモーエビアン! (2012)
- イロドリヒムラ「張込み」（2012)
- 悪霊病棟（2013）
- アイネクライネナハトムジーク（2014）
- 鬼談百景「追い越し」（2015）
- 残穢 -住んではいけない部屋-（2016）
- のぞきめ（2016）
- 殿、利息でござる!（2016）
- 目玉焼きの黄身 いつつぶす?（2017）
- 連続ドラマW バイバイ、ブラックバード（2018）
- 連続ドラマW 密告はうたう 警視庁監察ファイル（2021）
- 連続ドラマW 両刃の斧（2022）
- ドラフトキング（2023）
- 連続ドラマW 密告はうたう2 警視庁監察ファイル（2024）[7]

## 監督作品
- be found dead (2004)